# 韦尤
韦尤（法語：Oueilloux，法語發音：[wɛju]）是法国上比利牛斯省的一个市镇，属于塔布区。

## 地理
韦尤（43°10'7"N, 0°10'40"E）面积4.4 平方千米，位于法国奧克西塔尼大區上比利牛斯省，该省份为法国西南部内陆省份，北至热尔省，西接大西洋比利牛斯省，南与西班牙接壤，东临上加龙省。
与韦尤接壤的市镇（或旧市镇、城区）包括：莱兹、博尔德、弗雷舒弗雷谢、伊特、吕克、马斯卡拉、奥莱阿克代叙、图尔奈。

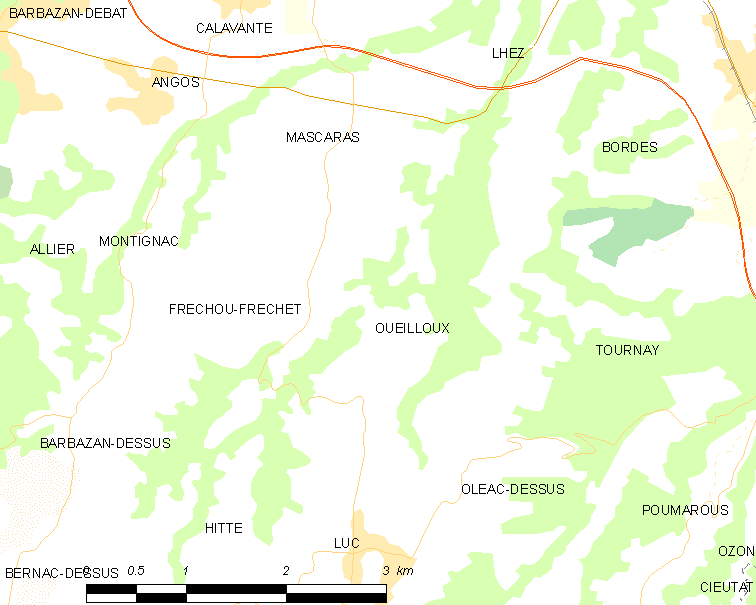
韦尤的OSM定位图

韦尤的时区为UTC+01:00、UTC+02:00（夏令时）。

## 行政
韦尤的邮政编码为65190，INSEE市镇编码为65346。

## 政治
韦尤所属的省级选区为阿罗斯河与巴伊斯河谷县。

## 人口

1962-2008年间韦尤人口变化图示

韦尤于2022年1月1日时的人口数量为151人。